# OpenID Connect
OpenID Connect (OIDC) è uno strato di autenticazione del framework autorizzativo OAuth 2.0. Lo standard è controllato dalla fondazione OpenID Foundation.

## Adozione
Le organizzazioni che hanno iniziato ad usare OpenID Connect sono: Auth0, ForgeRock, Gigya,, Amazon, Steam,  Centrify, il governo cileno, Deutsche Telekom, Google, IBM, Janrain, Microsoft, Okta, OneLogin, Ping Identity, Salesforce, RCDevs Securityy l'istituto giapponese Nomura Research Institute, VMware, General Electric, i-Sprint Innovations e il governo norvegese..